# 巴拉木拉里·奎师那

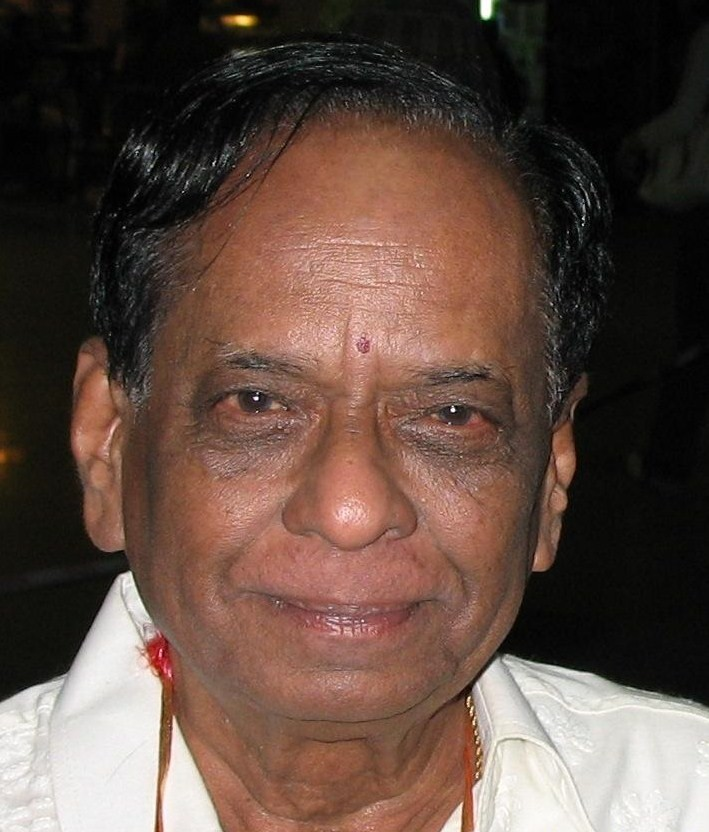
巴拉木拉里·奎师那

巴拉木拉里·奎师那（1930年7月6日—2016年11月22日）是一名印度卡那提克音乐演唱家、乐器演奏家、歌手、作曲家和演员。他出生于印度安得拉邦镇。因为他为印度艺术的贡献他获得印度第二级公民荣誉奖莲花赐勋章。2005年法国政府授予他法蘭西藝術與文學勳章。

## 早年生活
巴拉木拉里·奎师那出生于安得拉邦東哥達瓦里縣的一个婆罗门家庭。他的父亲是一名知名的音乐家，会演奏笛、小提琴和维纳琴。他的母亲是一名出色的维纳琴演奏家。他还是婴儿的时候他的母亲就去世了，他的父亲把他抚养大。他的父亲注意到他的音乐天才，因此让他跟随拉玛奎师纳亚·潘图卢学习，潘图卢本人是蒂亚格拉贾的直系后人。
在潘图卢的指导下巴拉木拉里·奎师那学习了卡那提克音乐。他八岁的时候首次在音乐会上演奏。他的才华受到其他音乐家的重视。
因此巴拉木拉里·奎师那在很早年龄就开始了他的音乐生涯。他15岁时已经能够演奏所有72种基础卡那提克音乐格式并使用它们自己作曲。1952年他发表了，这部作品被录制在一系列共九张唱片上发表。巴拉木拉里·奎师那不自满于作为卡那提克演唱家的成就而很快开始演奏坎击拉鼓、魔力单根鼓、中提琴和小提琴。他用小提琴给不同音乐家伴奏，并举办中提琴独奏音乐会。

## 音乐生涯
巴拉木拉里·奎师那六岁时开始演奏，到今天为止他在世界各地举办了2.5万多场音乐会。他伴随过班智達宾山·乔西。他和哈里帕拉沙·乔拉西亚大师等一起举办过尤伽尔班迪音乐会。他还普及了安纳马查拉的作品。

## 音乐会

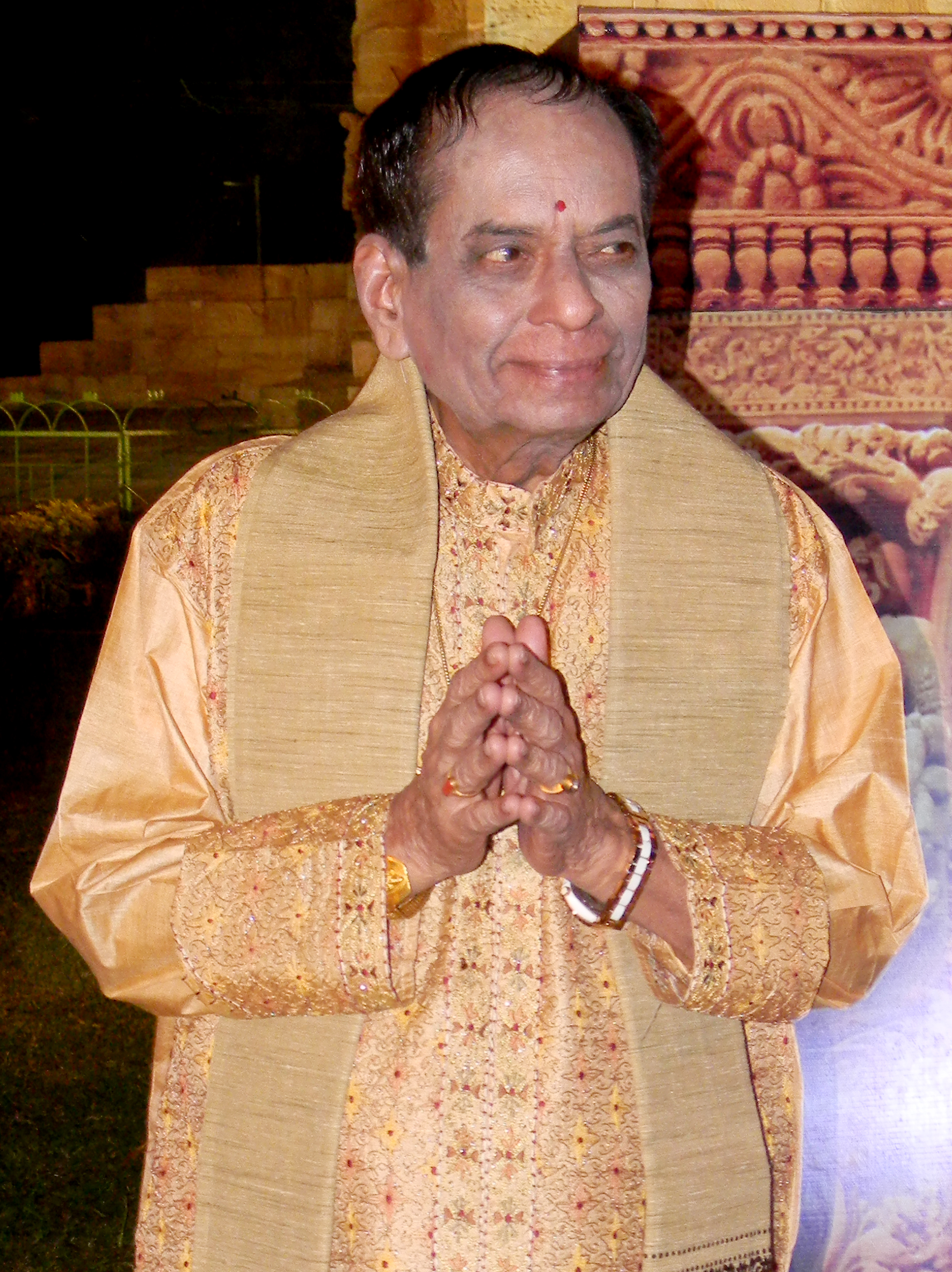
2013年1月19日巴拉木拉里·奎师那在布巴内什瓦尔的音乐节上

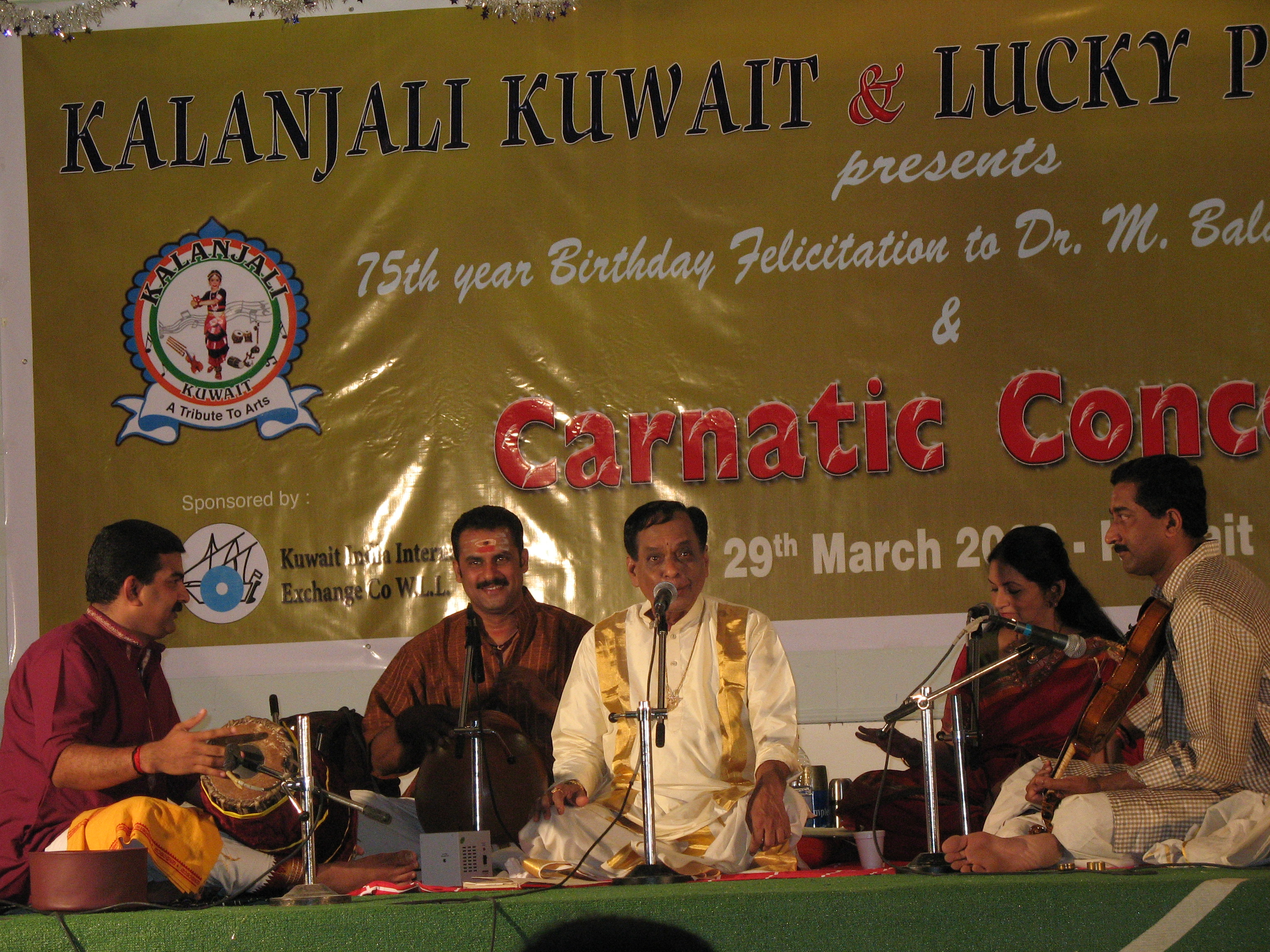
巴拉木拉里·奎师那在2006年3月29日在科威特的一场音乐会上

巴拉木拉里·奎师那的音乐会结合了复杂的歌唱技巧、古典音乐的节奏和民众的娱乐需求。他受邀去美国、加拿大、意大利、法国、俄罗斯、斯里兰卡、马来西亚、新加坡、中东和许多其它国家举办音乐会。虽然他的母语是泰卢固语，他的作品包括卡纳达语、梵语、泰米尔语、马拉雅拉姆语、印地语、孟加拉语和旁遮普語。
他和一个英国合唱团合作演唱根据罗宾德拉纳特·泰戈尔获得诺贝尔奖的《吉檀枷利》改编的歌曲并唱主唱。由于他会说多种语言他受邀把泰戈尔作的歌曲用孟加拉语录制下来，防止它们被遗忘。他也曾经唱法语歌曲，甚至和著名的卡那提克击鼓大师一起演唱融合爵士樂。
巴拉木拉里·奎师那近年来越来越对音乐治疗感兴趣，他很少登台演出。
2010年2月他首次在他生涯中在维沙卡帕特南举办音乐会。

## 电影
巴拉木拉里·奎师那使用泰卢固语、梵语、卡纳达语和泰米尔语作过400多部电影音乐。他的作品包括所有卡那提克音乐的格式。
他1967年首次在电影里自己登台演出，后来还在其它一些电影里出现。

## 更新

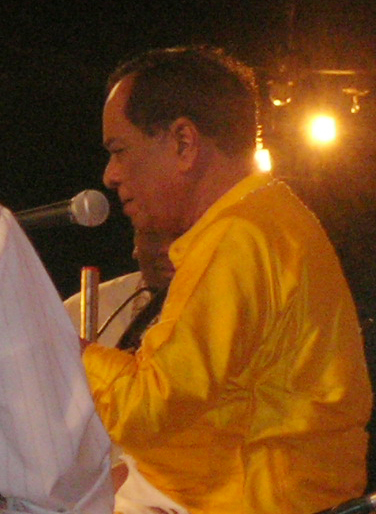
2005年巴拉木拉里·奎师那登台表演

巴拉木拉里·奎师那的音乐的特点在于他不拘常规，大胆试验和革新。他在保持卡那提克音乐丰富的传统的同时改革了这个音乐系统。他发明了新的音乐格式。